# 카를로바츠주

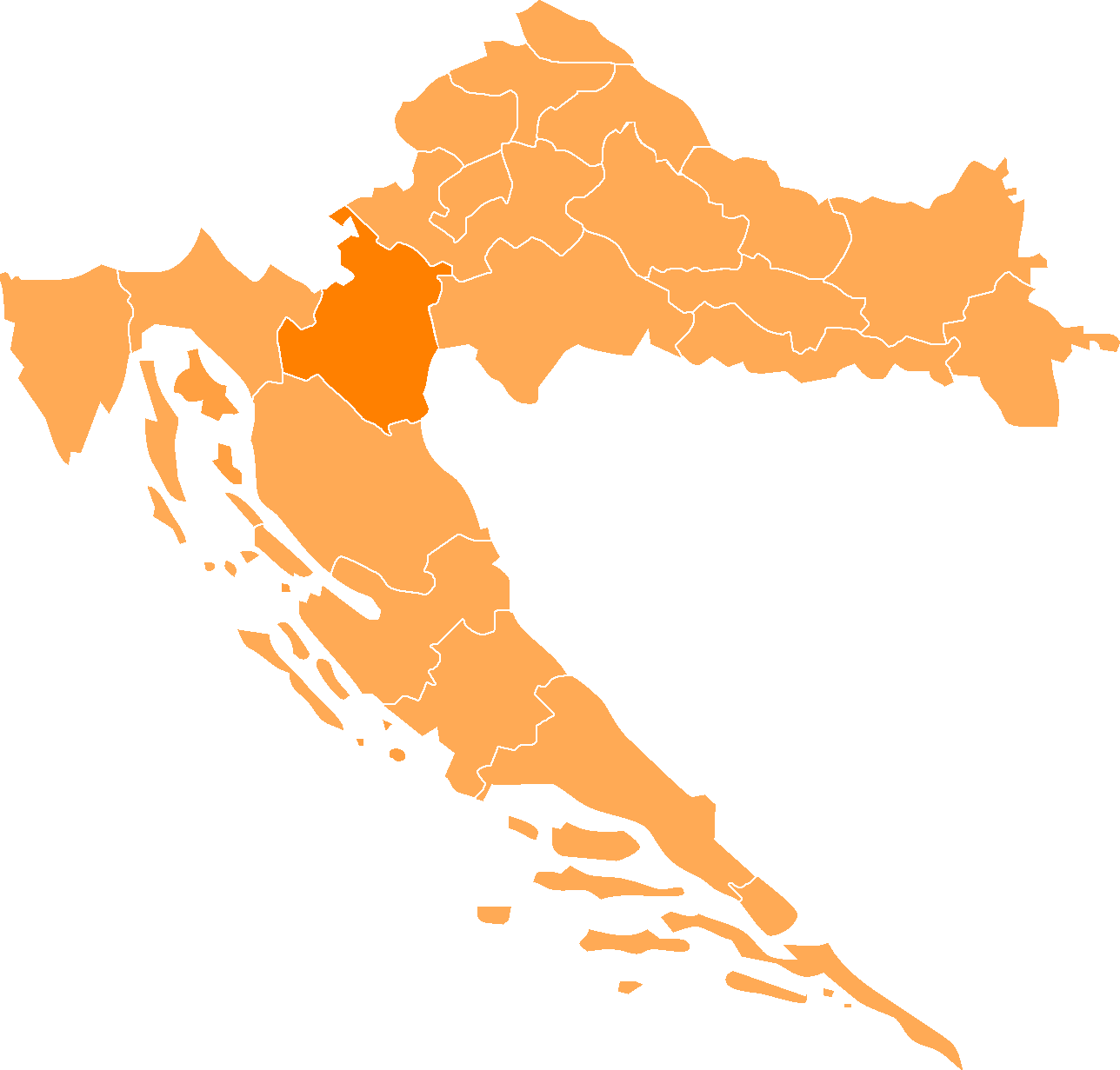
카를로바츠주의 위치

카를로바츠주(크로아티아어: Karlovačka županija)는 크로아티아 중부에 위치한 주로 주도는 카를로바츠이며 면적은 3,622km2, 인구는 141,787명(2001년 기준), 인구 밀도는 39.1명/km2이다.
남쪽으로는 리카센주, 서쪽으로는 프리모레고르스키코타르주, 북동쪽으로는 자그레브주, 동쪽으로는 시사크모슬라비나주와 접하며 북서쪽으로는 슬로베니아, 남동쪽으로는 보스니아 헤르체고비나와 국경을 접한다. 5개 시와 17개 지방 자치체를 관할하며 주 의회는 43개 의석으로 구성되어 있다.

주기
주 문장

## 인구
| 연도 | 인구    | ±%     |
| ---- | ------- | ------ |
| 1857 | 165,697 | —      |
| 1869 | 175,170 | +5.7%  |
| 1880 | 172,220 | −1.7%  |
| 1890 | 188,904 | +9.7%  |
| 1900 | 194,294 | +2.9%  |
| 1910 | 197,959 | +1.9%  |
| 1921 | 188,824 | −4.6%  |
| 1931 | 213,633 | +13.1% |

| 연도 | 인구    | ±%     |
| ---- | ------- | ------ |
| 1948 | 194,643 | −8.9%  |
| 1953 | 201,748 | +3.7%  |
| 1961 | 202,431 | +0.3%  |
| 1971 | 195,096 | −3.6%  |
| 1981 | 186,169 | −4.6%  |
| 1991 | 184,577 | −0.9%  |
| 2001 | 141,787 | −23.2% |
| 2011 | 128,899 | −9.1%  |

## 같이 보기
- 세르브계 크로아티아인